# Aron Winter
Aron Mohamed Winter (født 1. marts 1967 i Paramaribo, Surinam) er en surinamsk født tidligere hollandsk fodboldspiller, der spillede som midtbanespiller hos hollandske og italienske klubber, samt for Hollands landshold. Af hans klubber kan blandt andet nævnes Ajax Amsterdam i hjemlandet og Lazio i Italien.

## Landshold
Winter spillede i årene mellem 1987 og 2000 hele 84 kampe for Hollands landshold, hvori han scorede seks mål. Han repræsenterede sit land for første gang ved EM i 1988, hvor han var med til at blive europamester. Siden da deltog han også ved VM i 1990, EM i 1992, VM i 1994, EM i 1996, VM i 1998 samt EM i 2000.

## Hæder

### Spiller
Ajax
- Eredivisie: 1989–90
- KNVB Cup: 1986–87
- UEFA Cup Winners Cup: 1986–87
- UEFA Cup: 1991–92

Internationalt
- UEFA Cup: 1997–98

Nederlandene
- EM i fodbold: 1988

### Individuel
- Nederlandsk Årets unge spiller (1): 1986

### Træner
Toronto FC
- Canadiske mesterskab (2): 2011, 2012